# Алиев, Олег
Оле́г Али́ев (род. 7 октября) — кинодокументалист и исследователь, является единственным практиком в России, занимающимся исследованием острова Новая Гвинея с 1991 года. Ученик телеведущего Ю. А. Сенкевича. Режиссёр более 40 документальных фильмов, работал на крупнейших федеральных каналах РФ. Член Азиатского географического общества, действительный член Русского географического общества. Почётный член Европейской академии выживания. Профессор кафедры ЮНЕСКО Российской международной академии туризма. Более 25 лет посвятил изучению малочисленных народов, живущих в труднодоступных местах планеты. Автор более 100 публикаций.
Основатель и руководитель проекта «Исчезающий мир». Участник проекта «Неизвестная планета».
Единственный россиянин, проживший на острове Новая Гвинея более 20 лет.
Установил на собственные средства два памятника Н. Н. Миклухо-Маклаю: в Папуа-Новой Гвинее (Океании) и первый в истории памятник россиянину в Индонезии (Джакарта).

## Экспедиции
Олег Алиев является первым россиянином в современной истории России, который изучал и профессионально снимал племена Новой Гвинеи, Западного Папуа. Жил и работал в Африке, вместе с туарегами пересёк пустыню Сахара. Первым в современной истории России посетил группу пигмеев (Заир-Уганда). С кочевыми монголами пересёк на верблюдах пустыню Гоби; эту экспедицию посвятил исследователю Центральной Азии Н. Пржевальскому. Пересёк Южно-Американский континент в районе Амазонской низменности. Нашёл затерянную группу индейцев Майоруна, не вступавших в контакт с цивилизацией. Долгое время жил в Тибете, Бутане, Непале, Сиккиме. Встречался с Далай-ламой XIV. В российской Арктике кочевал с ненцами на побережье Ледовитого Океана. В сибирской тайге изучал быт оленеводов-эвенков. Первым снял на видео и описал Сойотов (тувинцев по происхождению), малочисленные группы которых проживают на границе Бурятии и Тывы. Много лет прожил в Юго-Восточной Азии, на островах Суматра и Борнео, а также во Вьетнаме, Камбодже, Таиланде и других странах континента.[значимость факта?]

## Памятники Н. Н. Миклухо-Маклаю

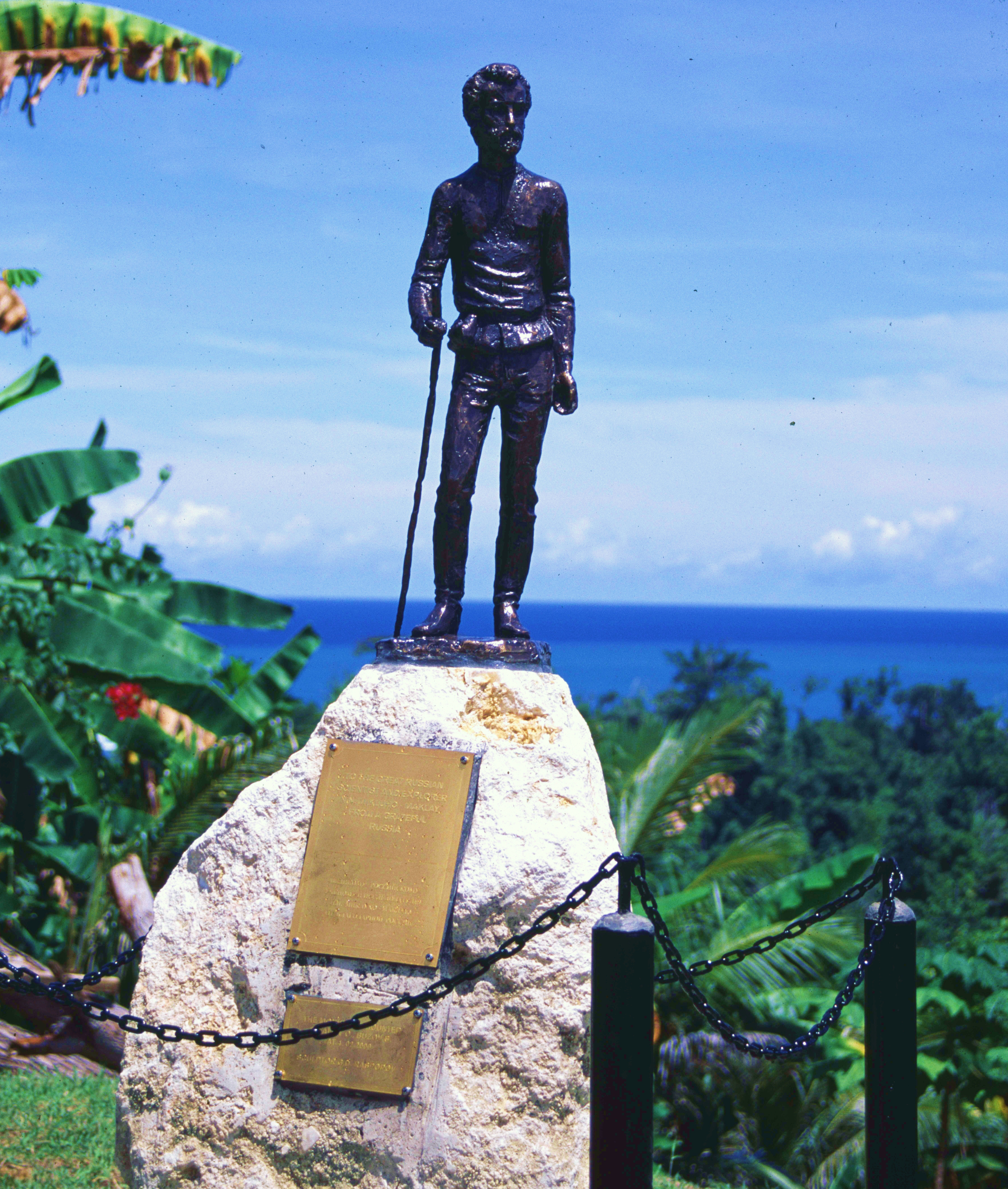
Памятник Н. Н. Миклухо-Маклаю на Новой Гвинее. Океания

В 2000 году Олег Алиев установил памятник великому российскому ученому и исследователю Н. Н. Миклухо-Маклаю на острове Новая Гвинея. За установку памятника в 2001 году Олег Алиев получил «Хрустальный глобус», российскую награду за достижения в области туризма и путешествий. Памятник Н.Н.Миклухо-Маклаю в Океании
Второй памятник установлен в Юго — Восточной Азии, город Джакарта (Индонезия) улица Дипонегоро 12. Памятник установлен в 2011 году Памятник Н.Н. Миклухо-Маклаю в Индонезии